# Saint Philip (Barbados)
Saint Philip eines der elf Parishes (Verwaltungseinheit) im karibischen Inselstaat Barbados. Es liegt am östlichsten Ende der Insel. Saint Philip’s Parish Church wurde 1640 als anglikanische Pfarrkirche erbaut. Nach ihr ist das Parish benannt.

## Geographie
St. Philip ist flächenmäßig das größte der Parishes und besteht aus relativ flachem niedrigen Terrain. Es hat auch die größten Anbauflächen und wird lokal of als „the country“ bezeichnet. Im Parish gibt es keine richtige Stadt. Das größte 'Area' ist Six Cross Roads als Zentralort für das Parish.
Six Cross Roads, oder lokal „Six Roads“, ist eine Siedlung an einem Kreisverkehr und seine unmittelbare Nachbarschaft. Die Straßen führen nach Westen 'from city' Bridgetown; nach Nordwesten nach Four Cross Roads und St. George; nach Nordosten nach Bushy Park; nach Osten nach Bayfield; nach Südosten nach The Crane; nach Südwesten nach Oistins. Mehrere Orte in Barbados sind als 'Four Cross Roads' benannt. 'Six Cross Roads' gibt es nur einmal. Zum Parish gehört auch die einzige untergeordnete Insel ('dependency'): Culpepper Island. Die winzige Felseninsel im Ozean wird als Weidegrund für Schafe genutzt.
Im Parish befinden sich auch die Hauptanlagen der Ölindustrie in Barbados.
Das Parish grenzt an Saint George (NW), Saint John (N), Christ Church (W).
Folgende Orte und Siedlungen gehören zum Parish:
| - Bayfield - Bayleys - Bel Air - Bentleys - Blades - Blades Hill - Brereton - Carrington - Caveland - Church Village - Foul Bay - Four Roads | - Gaskin - Gemswick - Kirtons - Marchfield - Saint Martins - Sam Lords - Six Cross Roads - Ragged Point - Sunbury - The Crane - Three Houses - Woodbourne - Workhall - Rices - Ruby |

### Sehenswürdigkeiten
- Bayleys Plantation
- Bottom Bay
- Bushy Park Circuit
- Crane Beach
- Foursquare Rum Distillery
- King George V Memorial Park
- Ragged Point Lighthouse
- Sam Lord’s Castle and Beach
- St. Philip Parish Church
- Skeete’s Bay
- Sunbury Plantation
- Three Houses Park
- Saint Martins Church

## Kultur
St. Philip ist bekannt für seine Musik- und Unterhaltungsszene. Bekannte 'Calypsonians' sind Red Plastic Bag, John King, Ronnie D. und Lil Rick. Das Parish war auch das erste, welches seinen eigenen 'Carnival' feierte: The St. Philip Carnival. Ein Lied des Calypsonians Ronnie D („St Philip Anthem“,  2020) ehrt das Parish.

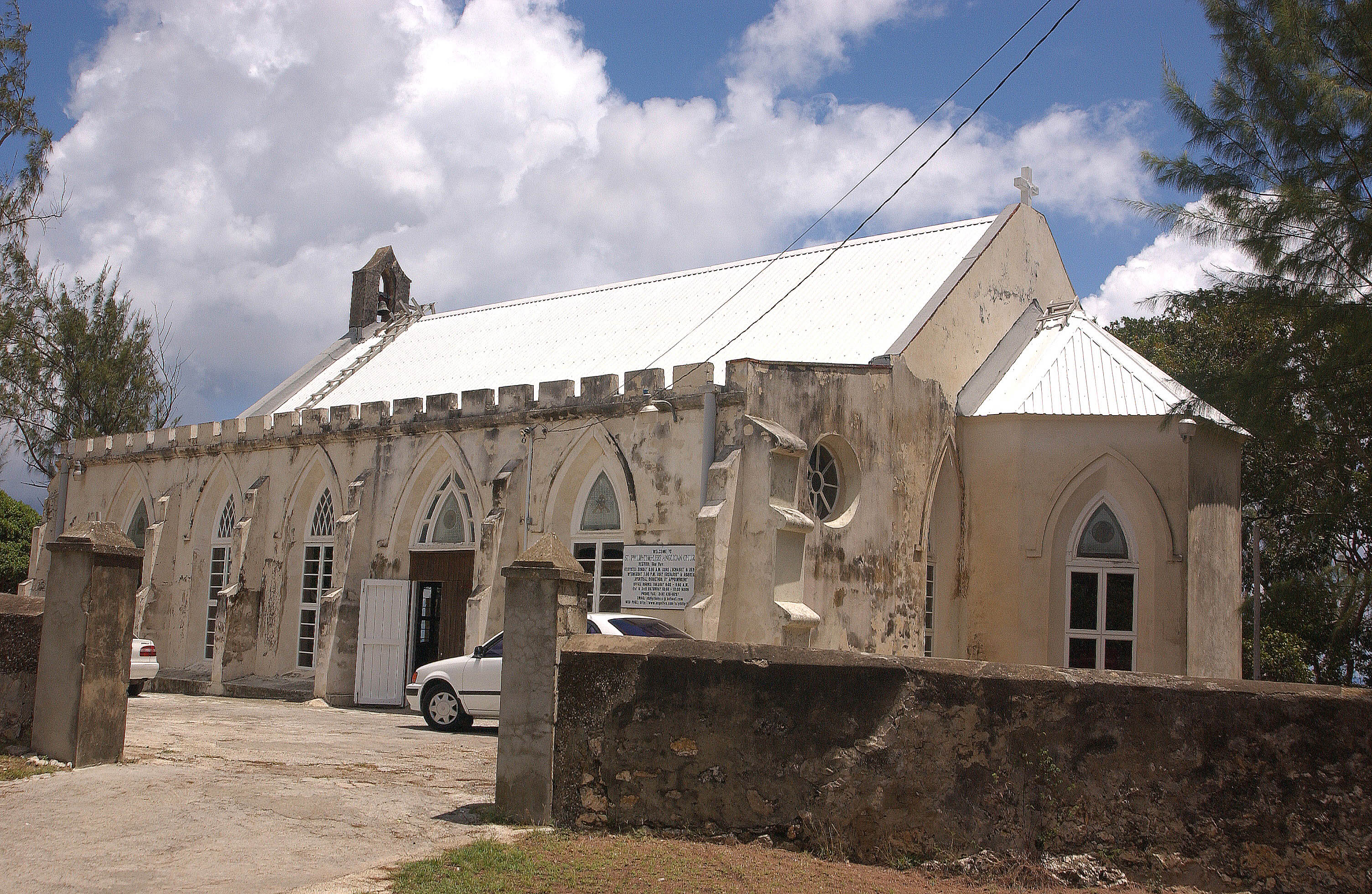
St. Philip the Lesser Church
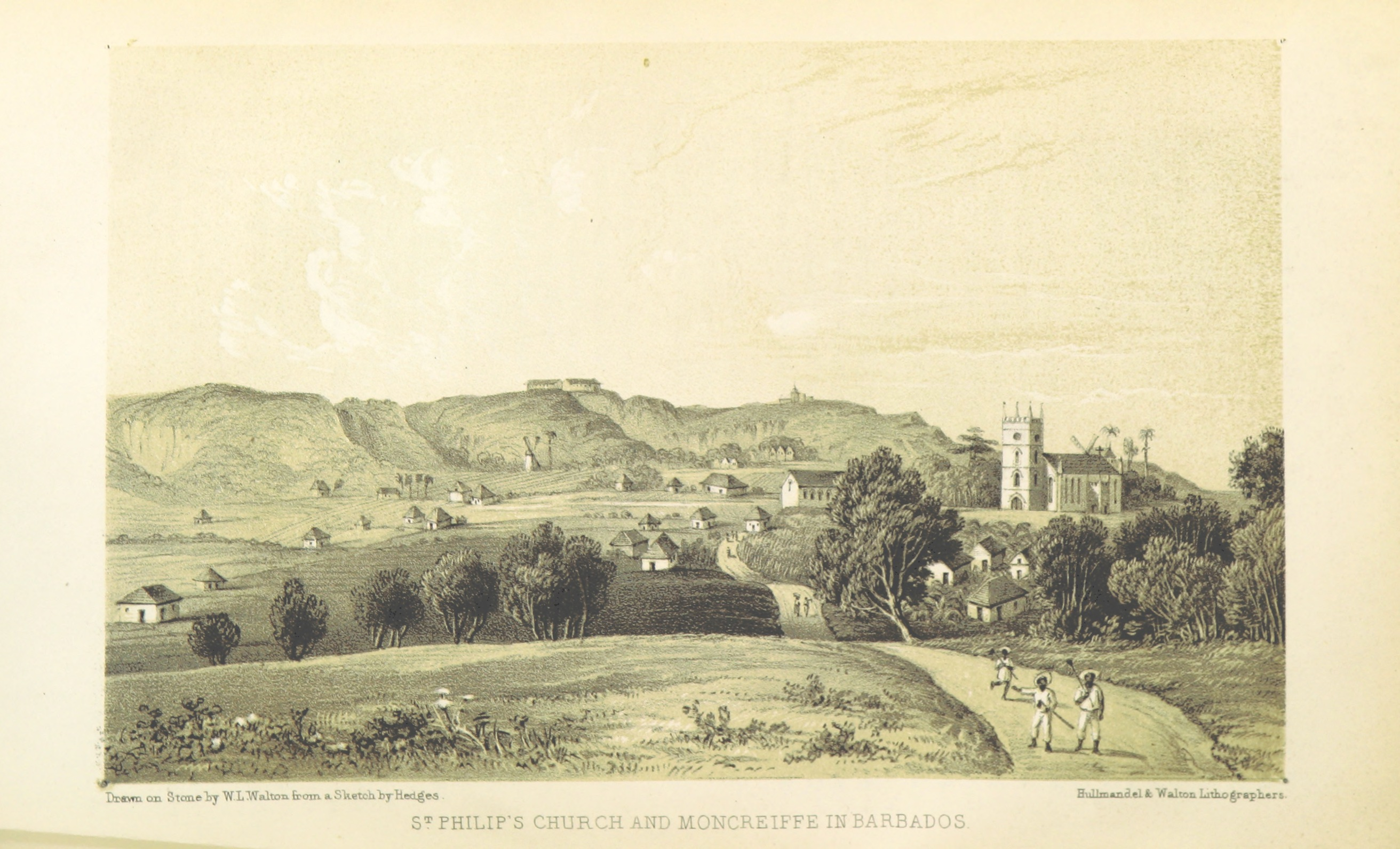
St.Philip’s Church und Moncreiffe in Barbados, 1848